# Marjon van Royen
Marjon van Royen (Den Haag, 24 oktober 1957) is een Nederlands journalist en publicist.
In 1981 vestigde ze zich in Rome en leverde daarvandaan haar eerste bijdragen aan De Groene Amsterdammer. Niet lang daarna ging ze ook radioreportages maken voor de VPRO en de VARA. In 1984 werd ze correspondent voor de GPD in Rome. In 1991 kreeg ze een baan aangeboden op de redactie van NRC Handelsblad. Ze deed verslag van de oorlog in de Balkan en reisde daartoe een aantal jaren op en neer. Collega Henk Hofland beoordeelde haar werk als volgt: "In de NRC hebben wij heel goede reportages uit Bosnië gehad van Marjon van Royen. Dat was reportage op de meest directe manier en op een uitstekende manier opgeschreven."
In 1996 werd ze correspondent voor NRC Handelsblad in Latijns-Amerika en vestigde zich in Mexico-Stad, ze ging erheen als freelancer en kon daarom ook werken voor het NOS Radio 1 Journaal. Sinds 1999 woont ze in Rio de Janeiro (Brazilië). Het contract met NRC Handelsblad is in 2003 beëindigd. Van 2005-2012 werkte ze ook voor het NOS Journaal als correspondent voor Latijns-Amerika.
Ze is de auteur van twee boeken. In 1993 verscheen Italië op maandag over haar ervaringen als correspondent, en in 2004 De nacht van de schreeuw over de vriendschap met de kokkin Sandra Romero in Mexico.
Ze kreeg in 2005 de eerste Radio 1 Publieksprijs voor haar reportage "Sloppenwijk Brazilië" die ze maakte voor het Radio 1 Journaal. De reportage werd beoordeeld als een filmisch en haast documentair verslag van de drugsoorlog in de sloppenwijken van Rio de Janeiro. In 2025 werd aan haar  De Tegel 2024 in de categorie Buitenland toegekend voor het artikel Een coup in zes huilbuien - De Braziliaanse politie ontmaskert militaire samenzweerders in de Groene Amsterdammer.

## Boeken
- Italië op maandag (1993, 11e druk 2011)
- De nacht van de schreeuw (2004, 4e druk 2009)